# Cytheropteron rima
Cytheropteron rima is een mosselkreeftjessoort uit de familie van de Cytheruridae.